# Unterseeboot 555
L'Unterseeboot 555 ou U-555 est un sous-marin allemand (U-Boot) de type VIIC utilisé par la Kriegsmarine pendant la Seconde Guerre mondiale.
Le sous-marin est commandé le 25 septembre 1939 à Hambourg (Blohm & Voss), sa quille posée le 2 janvier 1940, il est lancé le 7 décembre 1940 et mis en service le 30 janvier 1941, sous le commandement du Kapitänleutnant Hans-Joachim Horrer.
L'U-555 ne mène aucune patrouille durant sa carrière, par conséquent, il ne coule ni n'endommage aucun navire.
Il est retiré du service en mars 1945. Capturé par les Alliés le 3 mai 1945, l'U-Boot est démoli en 1946.

## Conception
Unterseeboot type VII, l'U-555 avait un déplacement de 769 tonnes en surface et 871 tonnes en plongée. Il avait une longueur totale de 67,10 m, un maître-bau de 6,20 m, une hauteur de 9,60 m et un tirant d'eau de 4,74 m. Le sous-marin était propulsé par deux hélices de 1,23 m, deux moteurs Diesel Germaniawerft M6V 40/46 de 6 cylindres en ligne de 1 400 ch à 470 tr/min, produisant un total de 2 060 à 2 350 kW en surface et de deux moteurs électriques BBC GG UB 720/8 de 375 ch à 295 tr/min, produisant un total 550 kW, en plongée. Le sous-marin avait une vitesse en surface de 17,7 nœuds (32,8 km/h) et une vitesse de 7,6 nœuds (14,1 km/h) en plongée. Immergé, il avait un rayon d'action de 80 milles marins (150 km) à 4 nœuds (7,4 km/h ; 4,6 milles par heure) et pouvait atteindre une profondeur de 230 m. En surface son rayon d'action était de 8 500 milles nautiques (soit 15 700 km) à 10 nœuds (19 km/h). 
L'U-555 était équipé de cinq tubes lance-torpilles de 53,3 cm (quatre montés à l'avant et un à l'arrière) qui contenait quatorze torpilles. Il était équipé d'un canon de 8,8 cm SK C/35 (220 coups) et d'un canon antiaérien de 20 mm Flak. Il pouvait transporter 26 mines TMA ou 39 mines TMB. Son équipage comprenait quatre officiers et 40 à 56 sous-mariniers.

## Historique
Il est affecté au sein de la 24. Unterseebootsflottille comme sous-marin d’entrainement des équipages jusqu'au 30 novembre 1942, puis transféré dans la 21. Unterseebootsflottille basée à Pillau, comme navire-école, pour la formation de marins. L'U-555 n'effectue aucune patrouille.
L'U-Boot est retiré du service le 1er mars 1945 et capturé par les britanniques le 3 mai 1945. Il est démoli en 1946.

## Affectations
- 24. Unterseebootsflottille à Memel, du 30 janvier 1941 au 30 novembre 1942 (Navire d'entraînement).
- 21. Unterseebootsflottille à Pillau, du 1er décembre 1942 à mars 1945 (Navire-école).

## Commandement
- Kapitänleutnant Hans-Joachim Horrer du 30 janvier 1941 au 25 août 1941.
- Kapitänleutnant Götz von Hartmann du 26 août 1941 au 4 février 1942 (Croix de chevalier).
- Oberleutnant zur See Horst Rendtel du 5 février 1942 à août 1942.
- Leutnant Franz Saar d'août 1942 au 4 octobre 1942.
- Oberleutnant zur See Dieter Erdmann du 5 octobre 1942 au 30 novembre 1943.
- Oberleutnant zur See Detlev Fritz du 1er décembre 1943 à mars 1945.